# Anthony Carmona
Anthony Carmona (Palo Seco, 7 maart 1953) is een jurist en politicus uit Trinidad en Tobago. Hij was president van zijn land tussen 2013 en 2018. Eerder was hij rechter van het hooggerechtshof en het Internationale Strafhof. In de laatste functie trad hij terug toen hij in 2013 werd gekozen tot president van Trinidad en Tobago.

## Levensloop
Carmona begon zijn studie in 1973 aan de University of the West Indies. Hier behaalde hij in 1977 een Bachelor of Arts en in 1981 een Bachelor of Laws. Vervolgens studeerde hij aan de Hugh Wooding Law School in zijn land en slaagde daar in 1983 voor een Certificate of Legal Education. In deze jaren gaf hij les in rechten en taal aan verschillende onderwijsinstituten. In de loop van zijn carrière behaalde hij op grond van studie en ervaring nog een tiental certificaten.
Hij begon zijn loopbaan als advocaat voor de overheid en werd in 1989 benoemd tot procureur. Van 1994 tot 1999 was hij de eerste assistent van de plaatsvervangend directeur van openbare vervolging. Vanaf 2001 was hij drie jaar lang als procureur verbonden aan de gezamenlijke Kamer van Beroep van het Joegoslaviëtribunaal en het Rwandatribunaal in Den Haag.
In 2004 werd hij rechter van het hooggerechtshof van Trinidad en Tobago. Vervolgens vertrok hij opnieuw naar Den Haag toen hij daar in maart 2012 werd beëdigd als rechter van het Internationaal Strafhof. In 2013 keerde hij weer terug naar Trinidad en Tobago toen hij was gekozen tot president van zijn land. Hij behield het presidentschap tot 2018 en werd opgevolgd door Paula-Mae Weekes.